# Yokote, Akita
Yokote (横手市 Yokote-shi) là một thành phố thuộc tỉnh Akita, Nhật Bản.